# جینس مارتن نادسن
 جینس مارتن نادسن (دانمارکی: Jens Martin Knudsen؛ زاده ۱۲ اکتبر ۱۹۳۰ درگذشته ۱۷ فوریهٔ ۲۰۰۵) یک فیزیک‌دان زندگی‌نامه‌نویس و معلم مدرسه اهل دانمارک بود.